# Albatros D.I
O Albatros D.I foi um caça biplano alemão utilizado na Primeira Guerra Mundial, desenhado por Robert Thelen, R. Schubert e Gnädig.
Apesar de a sua carreira operacional ter sido curta, foi o primeiro dos Albatros do tipo D, que formaram grande parte dos esquadrões de combate do Império Alemão e da Áustria-Hungria durante os dois últimos anos da guerra.